# Serowo
Serowo (kaszb. Seròwò) – część wsi Kiezmark, w Polsce, na Żuławach Gdańskich, położona w województwie pomorskim, w powiecie gdańskim, w gminie Cedry Wielkie.
Wieś na obszarze Żuław Gdańskich, jest częścią składową sołectwa Kiezmark.
W latach 1975–1998 miejscowość administracyjnie należała do województwa gdańskiego.